# Comuna Iosîpivka, Baranivka
Iosîpivka (în ucraineană Йосипівська сільська рада) este o comună în raionul Baranivka, regiunea Jîtomîr, Ucraina, formată din satele Iosîpivka (reședința) și Taborî.

## Demografie
Componența lingvistică a satului Iosîpivka
     Ucraineană (98,97%)
     Rusă (1,03%)
Conform recensământului din 2001, majoritatea populației satului Iosîpivka era vorbitoare de ucraineană (98,97%), existând în minoritate și vorbitori de rusă (1,03%).